# Marans (kip)
De marans is een kippenras dat oorspronkelijk uit de omgeving van het Franse dorp Marans stamt.

## Beschrijving
De marans is een grote, langgerekte kip met matige voetbevedering. De marans heeft een enkele kam en rode oren. Een haan kan tussen de 3,5 en 4 kilo zwaar zijn, een hen iets lichter tussen de 2,5 en 3 kilo.
De kleurslagen van de marans zijn roodkoperzwart, zwart, tarwe, wit, goudkoekoek, zilverkoekoek en koekoek. De marans is een vertrouwelijk dier dat rustig is in de omgang en ook niet enorm woelt in de tuin. Ze kunnen ook heel makkelijk in een ren gehouden worden.

## Eieren en vlees
Maranshennen leggen opvallende donker roodbruine eieren. Ze leggen ongeveer 150 eieren per jaar en de eieren kunnen wel 100 gram zwaar zijn. In combinatie met het zware gewicht is het een typische dubbeldoelkip. Het vlees van de marans wordt dan ook volop gebruikt. De eieren worden in Frankrijk gepromoot omdat ze geen salmonella zouden bevatten. Dit komt voornamelijk door het harde vlies en schaal. Het nadeel van deze eigenschap is echter dat kuikens vaak problemen hebben met uitkomen.

## Afbeeldingen

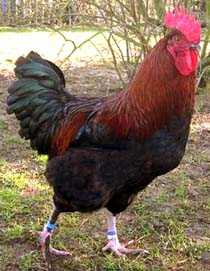
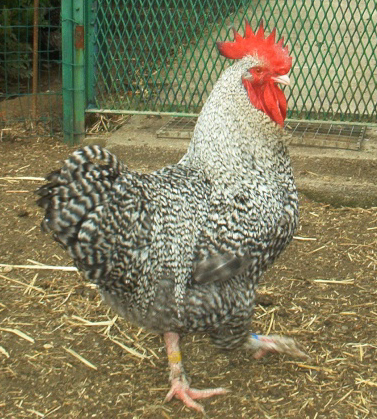
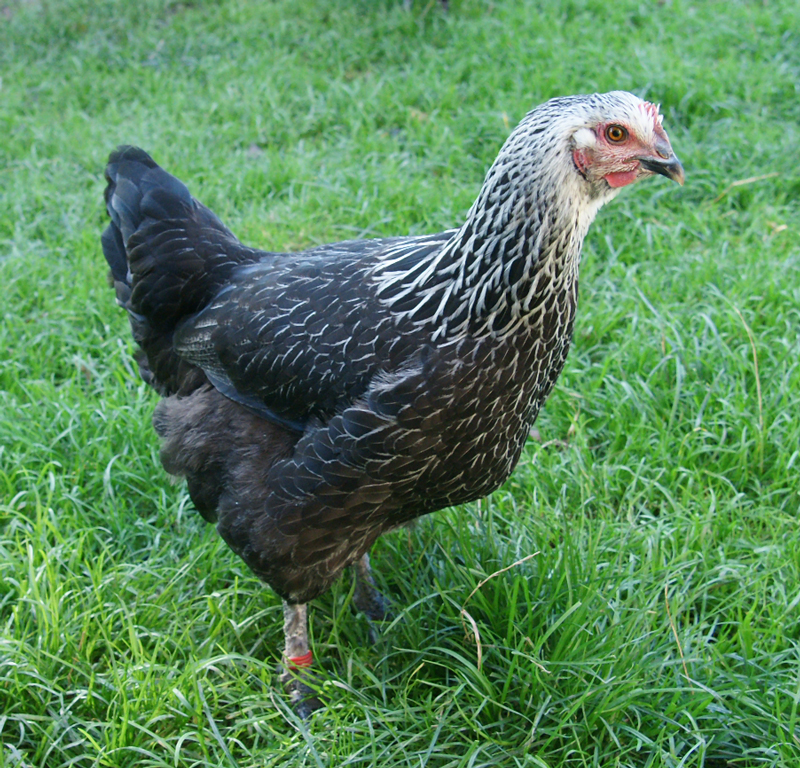
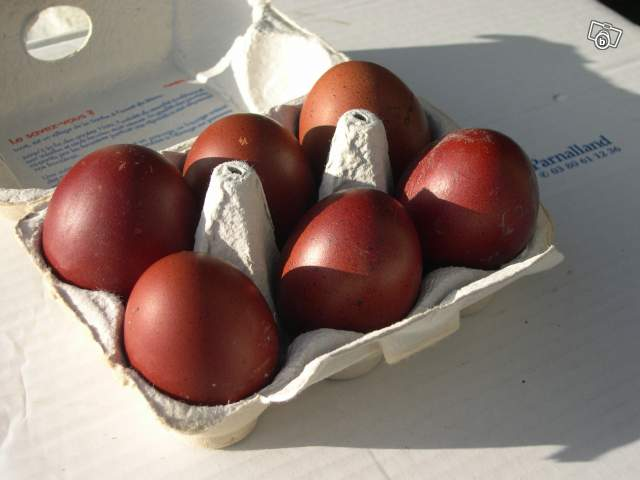
Eieren

Aquitaine · Bourbonnaise · Brahma · Buckeye · Cochin · Dorking ·  Langshan (Australisch type) ·  Langshan (Duits type) · Langshan (Modern type) · Indische vechter · Jersey Giant · Marans · Mechelse koekoek · Nederrijns hoen · Noord-Hollands hoen · Prat · Wyandotte